# 志登茂川
志登茂川（しともがわ）は、三重県津市を流れる河川。二級水系の本流である。津市芸濃町椋本字塚田に発し伊勢湾へ注ぐ。二級河川の指定区間は14kmにおよぶ。水源地が海抜100m以下で、河川勾配が緩やかな河川であるため河口から4kmほど遡った平野橋（県道410号線）の上流に平野防潮水門が設置されている。過去には1974年（昭和49年）7月24日からの集中豪雨により、また2004年（平成16年）9月29日の台風21号により、流域の下流を中心に浸水被害が発生した。
津市街地を流れる代表的な河川の一つであり、河川の周辺には江戸橋や三重大学などの著名な施設もある。支流には毛無川や横川などがある。毛無川の名前は上流に高田本山専修寺があるため“坊主＝毛が無い”からきていると思われているが、“毛”には“稲”の意味もあり、稲作または二毛作をできないほど氾濫したことが由来である。また横川は川が海に対して横（平行）に流れることが名前の由来である。横川の支流には逆川があり、この川は海と逆方向に流れており国道23号沿いにこの川の名前を冠した逆川神社がある。

## 主な支流
二級河川と準用河川を下流側から順に記載する。
| 河川     | よみ       | 次数    | 種別              | 管理者      | 主な経過地 | 河川延長 （km） | 備考 |
| -------- | ---------- | ------- | ----------------- | ----------- | ---------- | --------------- | ---- |
| 志登茂川 | しともがわ | 本川    | 二級河川          | 三重県      |            | 14.8            |      |
| 毛無川   | けなしがわ | 1次支川 | 二級河川 準用河川 | 三重県 津市 |            |                 |      |
| 五六川   | ごろくがわ | 2次支川 | 準用河川          | 津市        |            |                 |      |
| 横川     | よこがわ   | 1次支川 | 二級河川 準用河川 | 三重県 津市 |            |                 |      |
| 逆川     | さかがわ   | 2次支川 | 準用河川          | 津市        |            |                 |      |
| 新川     | しんかわ   | 3次支川 | 準用河川          | 津市        |            |                 |      |
| 前田川   | まえだがわ | 1次支川 | 二級河川          | 三重県      |            |                 |      |
| 中の川   | なかのがわ | 1次支川 | 二級河川 準用河川 | 三重県 津市 |            |                 |      |